# Gucio zaczarowany (zbiór wierszy)
Gucio zaczarowany – tom poezji Czesława Miłosza wydany w 1965 r. przez Instytut Literacki w Paryżu jako 116. Tom Biblioteki „Kultury”.
Tom zawiera wiersze i przekłady (Walt Whitman i Robinson Jeffers) powstałe w latach 1962–1965 w Berkeley, które w większości publikowane były wcześniej na łamach paryskiej „Kultury”.
Tytuł zaczerpnął autor z książki dla dzieci Zofii Urbanowskiej o leniwym chłopcu, który został zamieniony w muchę, wydanej po raz pierwszy w 1884 r. W rozmowie z Renatą Gorczyńską autor wyznaje:

A książka Urbanowskiej bardzo mi zapadła w pamięć, pomagała mi rozbudować, rozbudzić zainteresowanie małością i wielkością.

Miłosz pisał o tej książce wielokrotnie w swoich esejach autobiograficznych jako o lekturze, która w znaczący sposób ukształtowała jego osobowość, zainteresowania i wizję świata. Był autorem przedmowy do pierwszego powojennego wydania powieści.
W tytułowym, podzielonym na osiem części poemacie, poeta jeszcze raz wraca do krainy dzieciństwa, próbując ogarnąć całość i uchwycić „moment wieczny”. Świat widziany jest tu w skali mikro, opisany z perspektywy owadziej („nieraz próbowałem sobie wyobrazić, jak to jest, jeżeli ktoś zostanie muchą”). Bohater wlatuje do wnętrza kielichów kwiatowych, dziura w żółtym serze staje się dla niego jaskinią, a głowa cukru  –  skałą. Nawet już jako dorosły mężczyzna patrzy na ludzi z perspektywy muchy. W wierszu  Zmieniał się język  autor nie dowierza pamięci, która wszystko odkształca („Ani takie to było, jak raz się wydało / Ani takie, jak teraz układasz w opowieść”). Wiersze  Ustawią tam ekrany  i  Po drugiej stronie przedstawiają dwie wizje piekła. Dytyramb  – to hymn ku czci Dionizosa, a I świeciło to miasto – jest wspomnieniem o bliskim sercu poety Paryżu.

## Wydania polskie
- Paryż: Instytut Literacki 1965, 1980
- Poezje, t. 2, Paryż: Instytut Literacki, 1981
- Poezje, Warszawa: Czytelnik, 1981
- Warszawa: Niezależna Oficyna Wydawnicza NOWA, 1980 (drugi obieg)
- Kraków: Odnowa, 1981 (drugi obieg)
- Poznań: Studencka Inicjatywa Wydawnicza, 1981 (drugi obieg)
- Wiersze, t. 2, Kraków: Wydawnictwo Literackie, 1984, 1985, 1987
- Wiersze, t. 2, Kraków: Znak, 1993
- Wiersze, t. 3, Kraków: Znak, 2003
- Wiersze wszystkie, Kraków: Znak, 2011, 2015

## Wybrane recenzje
- Czaykowski Bogdan, O „Guciu zaczarowanym”, czyli O asymetrii w przyjaźni, „Teksty Drugie” 1997, nr 1–2, s. 269–288.
- Czerniawski Adam, Poeta widzi przestrzeń i czas, „Kultura” (Paryż) 1966, nr 1–2, s. 216–219.